# Drosophila nigrodunni
Drosophila nigrodunni är en tvåvingeart som beskrevs av Heed och Wheeler 1957. Drosophila nigrodunni ingår i släktet Drosophila och familjen daggflugor.
Artens utbredningsområde är Västindien.